# Bitka za Konotop (2022)
Bitka za Konotop je bil vojaški spopad med ruskimi in ukrajinskimi vojaškimi silami v okolici mesta Konotop v Ukrajini, ki je potekal v okviru ofenzive v vzhodni Ukrajini med rusko invazijo na Ukrajino leta 2022.

## Bitka
24. februarja ob 3.35 (UTC+2) so ruske sile, ki so napredovale s severovzhoda, obkolile mesto Konotop in ga pričele oblegati. Ukrajinske sile so pred napadom ubranile svoje položaje. 25. februarja zjutraj so poročali, da je v mestu gorela ruska oprema. Ukrajinska vojska je sporočila, da so bile ruske sile, ki so oblegale mesto, slabo oskrbovane in so se umaknile.
Ukrajinska vojska je 25. februarja izgubila nadzor nad mestom.

## Posledice
2. marca je župan Konotopa Artem Seminikin izjavil, da so ga ruske sile v mestu opozorile, da bodo mesto obstreljevale, če se jim bodo prebivalci upirali. Vendar je Seminikin v videoposnetku namesto tega prebivalce mesta vprašal, ali se želijo boriti ali se predati, nakar so prebivalci »v veliki večini« zavrnili predajo.

Pozneje so se mestne oblasti začele pogajati z ruskimi silami, pogovori pa so trajali 12 minut. Sklenjen je bil sporazum, po katerem so se ruske sile zavezale, da ne bodo spremenile mestne uprave, v mestu namestile vojske, ovirale prometa ali odstranile ukrajinske zastave. V zameno so se mestni uradniki strinjali, da prebivalci ne bodo napadali ruskih sil.

## Galerija
- 24.02.2022
- 24.02.2022
- 25.02.2022
- 25.02.2022
- 25.02.2022
- 25.02.2022
- 25.02.2022
- 25.02.2022
- 25.02.2022
- 25.02.2022
- 25.02.2022
- 25.02.2022
- 25.02.2022
- 25.02.2022
- 25.02.2022
- 25.02.2022
- 25.02.2022
- 25.02.2022
- 25.02.2022
- 25.02.2022
- 25.02.2022
- 25.02.2022
- 25.02.2022
- 25.02.2022